# Syngnathoidei
I Syngnathoidei sono un sottordine dei Syngnathiformes.

## Famiglie
- Aulostomidae
- Centriscidae
- Fistulariidae
- Indostomidae
- Pegasidae
- Solenostomidae
- Syngnathidae